# ジョンズ・ホプキンズ
ジョンズ・ホプキンズ（英: Johns Hopkins、[dʒˈɒnz] [hˈɒpkɪnz]、1795年5月19日 - 1873年12月24日）は、アメリカ合衆国の起業家、奴隷制度廃止運動家で、19世紀のメリーランド州ボルティモアで活動した篤志家である。
ホプキンズの遺産は2分され、それぞれ彼の名を冠した、ジョンズ・ホプキンズ病院、ジョンズ・ホプキンズ大学（ジョンズ・ホプキンズ看護学校、ジョンズ・ホプキンズ大学医学部、ジョンズ・ホプキンズ・ケアリー・ビジネス・スクール、ジョンズ・ホプキンズ・ブルームバーグ公衆衛生大学院などの学部を含む）の設立に用いられた。
"Johns Hopkins: A Silhouette" と題された伝記は、ホプキンズのいとこであるヘレン・ホプキンズ・トム（英: Helen Hopkins Thom）によって書かれ、1929年にジョンズ・ホプキンズ大学出版局から出版された。

## 幼少期
ホプキンズは1795年5月19日に生まれた。彼はメリーランド州クロフトン出身の父サミュエル・ホプキンズ（英: Samuel Hopkins、1759年 - 1814年）と、ヴァージニア州ラウドン郡出身の母ハンナ・ジャンニー（英: Hannah Janney、1774年 - 1864年）の間に生まれた11人きょうだい（息子6人・娘5人）のひとりだった。ホプキンズ家は、アナランデル郡に500エーカー (2.0 km2)のタバコ農園・ホワイトホール（英: Whitehall）を保有し、そこで生活していた。彼のファーストネームは同名の祖父から引き継いだものだが、これは元々ホプキンズの曾祖母に当たるマーガレット・ジョンズ（英: Margaret Johns）が、ジェラルド・ホプキンズ（英: Gerard Hopkins）と結婚したために生まれた複合姓だった。
ホプキンズ家はクエーカーの家庭だった。1807年には、「健康な体を解放し、農園に残って出来る限り働く人々を労れ」とする地元キリスト友会の布告に従って奴隷を解放した。11人きょうだいの上から2番目だった12歳のホプキンズは、農園で働くために学校を中退する羽目になった。ホプキンズは1806年から1809年にかけて、現在のメリーランド州デイヴィッドソンヴィルにあったアナランデル郡フリー・スクールに通っていたと考えられている。
1812年、17歳になったホプキンズは、実家の農園を離れて、おじジェラルド・ホプキンズがボルティモアで営む卸売業を手伝い始めた。おじ一家と暮らすうち、ホプキンズはいとこのエリザベスと恋に落ちたが、いとこ同士の結婚はクエーカーのタブーでもあり、2人は一生独身を貫いた。
裕福になったホプキンズは、人生を通じて、また死後もその遺志として、自らの大家族を養い続けた。彼はエリザベスに家を贈り、彼女の側も1889年に亡くなるまでこの家に住み続けた。
ホワイトホール農園は、現在のメリーランド州クロフトンに存在する。ここに建っていたホプキンズ家の建物は、復元されてリーデル・ロード（英: Riedel Road）に隣接するジョンズ・ホプキンズ・ロードに建てられている。見晴らしの良い地所はウォールデン・ゴルフ・コース（英: Walden Golf Course）に囲まれ、歴史を刻む碑文 (Historical marker) が設置されている。

## 事業家として
ビジネスを始めたホプキンズにとって最初期の成功は、おじが米英戦争で留守の間に店を任されたことで訪れた。おじと7年間働いた後、ホプキンズは同僚のクエーカー、ベンジャミン・ムーア（英: Benjamin Moore）と共同事業を行うようになっていた。この共同事業は3年で頓挫したが、多額の資産を溜め込もうとするホプキンズにムーアが反感を持ったためとも言われる。
ムーアとの共同事業を解消したあと、ホプキンズは1819年に、兄弟3人と Hopkins & Brothers Wholesalers を設立した。会社はコネストーガ幌馬車でシェナンドー・バレー中に商品を売り歩く事業で大成功を収め、時にはコーン・ウイスキーとの物々交換も行った（こうやって得たウィスキーは、ボルティモアで「ホプキンズ・ベスト」としてよく売れた）。しかしながらホプキンズの多額の資産は、彼が多種多様な投機に賢明な投資をして得たもので、その中でもボルチモア・アンド・オハイオ鉄道への投資が最も有名である。ホプキンズは1847年に会社の取締役となったほか、1855年には財務委員会の議長となった。彼はこれ以外にも複数組織の取締役を務めたほか、投資銀行の頭取にもなった。仕事で大成功を収めたホプキンズは、1847年、52歳にして隠居することができた。
慈善家だったホプキンズは、金融難の時期を通じてボルティモア市に資産を寄付しただけでなく、1857年と1873年には鉄道敷設の負債について保証人を務めている。1996年には、アメリカ人の億万長者を集めたランキング "The Wealthy 100: From Benjamin Franklin to Bill Gates - A Ranking of the Richest Americans, Past and Present" で69位に選出された。

## 南北戦争と奴隷解放運動
南北戦争に向けた最初の軍事行動のひとつは、ホプキンズが夏の静養地にしていたクリフトンで計画されたが、この場所は、ホプキンズが後のエドワード7世をはじめ多くの外国人名士をもてなしていた場所でもあった。南軍やアメリカ連合国に共感・支援したメリーランド州の一部の住民とは異なり、ホプキンズは強力に合衆国（北軍）を支援した。南北戦争の間、クリフトンは地元の合衆国支援者やアメリカ合衆国司法省の会合の場として頻繁に利用された。
ホプキンズによるエイブラハム・リンカーン支援は、メリーランド州の多くの有力者たちとは正反対の態度だった。中でもアメリカ合衆国最高裁判所長官も務めたロジャー・トーニーは、「ヘイビアス・コーパスを定め、軍隊をメリーランド州内に配備する」という大統領決定に反対し続けた。ホプキンズは1862年にリンカーンへ送った手紙の中で、中傷にとらわれることなく、メリーランド州に軍を駐留させ続けるよう書き送っている。ホプキンズは金銭・兵站の面でもリンカーンを支援すると固く誓約し、自分が投資していたボルチモア・アンド・オハイオ鉄道の自由利用も申し出た。
ホプキンズは、南北戦争以前・戦中・戦後のレコンストラクション期を通して、「世界が創造される前からの奴隷解放運動家」（英: "abolitionist before the word was even invented"）と称されるほどの人物だった。ホプキンズの両親は、クエーカーの布告に従って農園の奴隷を解放したが（1807年）、ホプキンズ12歳の時のこの体験が、奴隷制度廃止運動家としての活動に影響したとする記述がいくつか見られる。南北戦争前にも、ホプキンズはアメリカを代表する2人の奴隷制度廃止運動家、マイアティラ・マイナーやヘンリー・ウォード・ビーチャーと親しく交流している。南北戦争の間、ホプキンズはリンカーン・合衆国（北軍）の忠実な支援者であり続け、リンカーンの奴隷解放ビジョン達成を手助けした。
南北戦争後のレコンストラクション中には、奴隷制度廃止運動を進めるホプキンズの方針が、ボルティモアの多くの有力者を激昂させた。レコンストラクション中から亡くなるまでホプキンズが行った奴隷制度廃止運動については、ジョンズ・ホプキンズ財団（英: Johns Hopkins Institutions）の文書に記録されているほか、この財団設立以前からの活動も新聞記事で報道されている。南北戦争前には、マイアティラ・マイナーのアフリカ系アメリカ人女性向け学校（現在のディストリクト・オブ・コロンビア大学）設立をホプキンズが支援したことへ、強い反対意見も寄せられている。同じくレコンストラクション中で、ジョンズ・ホプキンズ財団が株式会社化された1867年には、メリーランド州憲法制定会議への召還を中止させようとして失敗したホプキンズへ、批判（一部援護を含む）が寄せられた。この時メリーランド州では民主党が政権につき、1864年に急進派共和党政権のもと制定された州憲法に代わって、新しい州憲法を制定しようと投票が行われていた。
ホプキンズは、ボルティモア市やメリーランド州、そしてアメリカ全土に再来しかけていた人種差別に対し、様々な方法で真っ向から対立したが、そのひとつが、彼自身の名前を冠して死後設立されたジョンズ・ホプキンズ大学だった。『ボルチモア・アメリカン』紙の記者は、ホプキンズが大学・病院・孤児院と、黒人の子ども向けに3種の機関を創設したことを讃え、病院の計画で黒人・白人両方を対象としたことを引きながら、ホプキンズは「（時代に先駆けた）どの人種も知らない人間」（英: a "man (beyond his times) who knew no race"）だったと述べた。この記者は、無料で受診できる病院や、偏見無しに誰でも利用できる救急サービスの創設など、ベンジャミン・フランクリンとホプキンズの病院管理・建設に関する理念の共通点についても指摘している。この記事は1870年に初めて出版され、1873年のホプキンズの死を受けて同紙に掲載された追悼記事にも囲繞された。ホプキンズの生前や死後直後に掲載された多くの新聞記事が、貧しい生徒への奨学金創設や、行政サービスの行き届いていない貧しい人々へ年齢・性別・人種にかかわらず保健サービスを提供したこと、黒人の子ども向け救貧院や孤児院、精神科疾患や回復期の患者用の保護施設建設などを取り上げている。

## 篤志活動

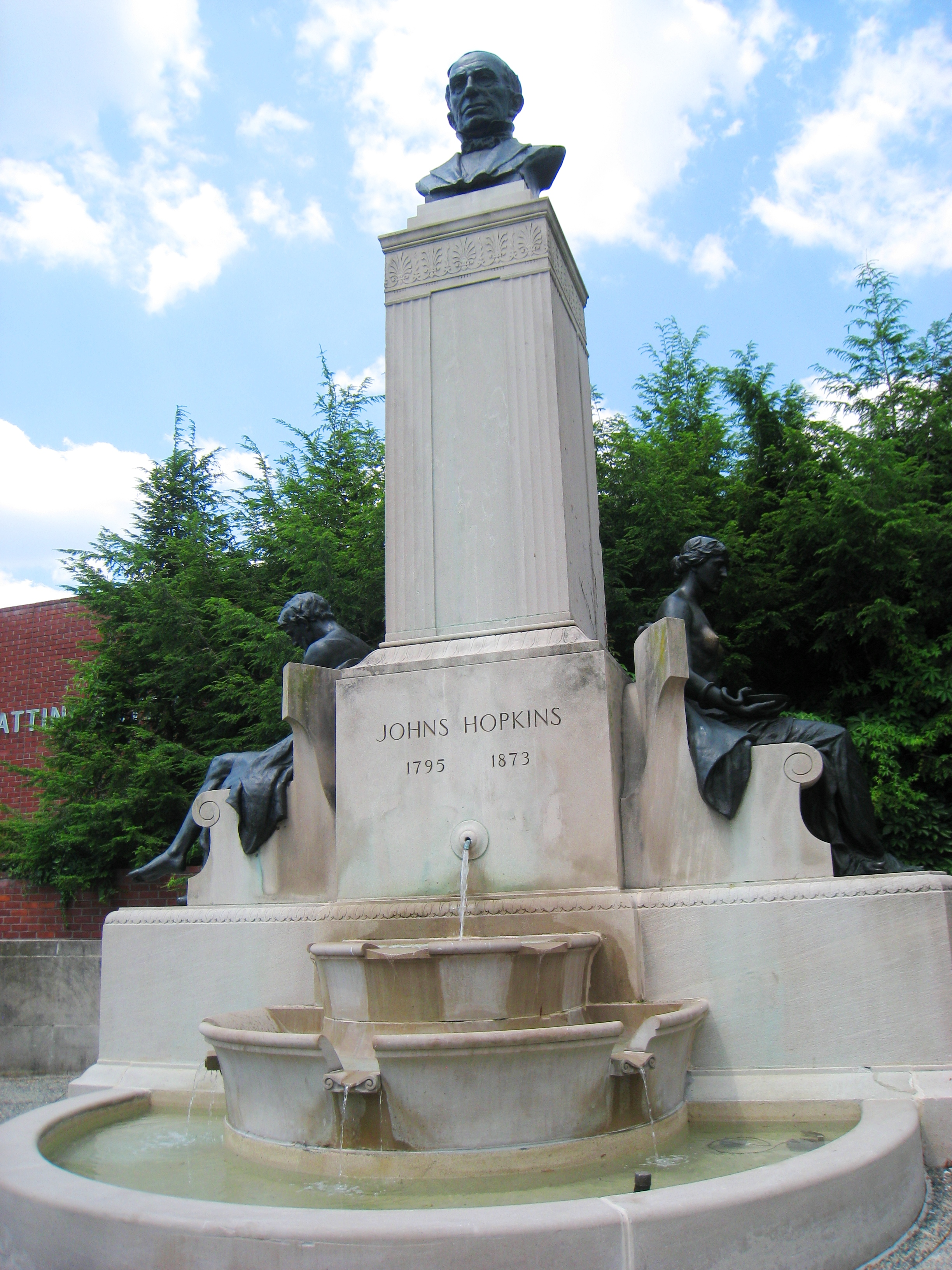
ジョンズ・ホプキンズ大学に設置されたホプキンズの記念碑

成人してからずっとボルティモアで生活したホプキンズは、街の社会的中枢に友人を数多く持っていたが、そのほとんどが彼と同じクエーカーであった。そんな友人のひとりだったのが同じく1795年生まれのジョージ・ピーボディで、彼は1857年にボルティモアでピーボディ研究所を設立した。ピーボディはほかにも、無料の図書館・学校用に公共施設を建設したり、道路拡張のために基金を創設したりした。ホプキンズは、ピーボディの助言を受けて自分の資産を公共のために使おうと決心したと信じる人もいる。
南北戦争はボルティモアに大きな損害を残し、加えて黄熱病やコレラの大流行が繰り返し起きて、ボルティモアでは1832年の夏だけで853人もの死者が出た。ホプキンズは戦中に起きた医療発展を見て、街に医療施設が必要であることに目敏く気付き、1870年には主にボルチモア・アンド・オハイオ鉄道の株式で作った700万ドル（2023年の1.69億ドルに相当）を使って、無料の病院、有能な医師・看護師の訓練学校、黒人の子ども向けの孤児院、大学を作るよう遺言を残している。病院・孤児院の設立には12人の信託人から成る病院設置委員会、大学設立には同じく12人の信託人から成る大学設立委員会が作られたが、多くの委員が2つの委員会を兼任した。病院設置委員会はホプキンズの友人であるクエーカーのフランシス・キング（英: Francis King）が率いた。ホプキンズの遺産は、彼の死後、1875年の Johns Hopkins Colored Children Orphan Asylum（意味：ジョンズ・ホプキンズ黒人子ども孤児院）創設、1876年のジョンズ・ホプキンズ大学創設、1878年のジョンズ・ホプキンズ大学出版局（継続して運営されている学術的出版局の中で米国最古）創設、1889年のジョンズ・ホプキンズ病院・ジョンズ・ホプキンズ看護学校創設に使われている。1893年のジョンズ・ホプキンズ大学医学部創設には、女子学生の入学を条件に、婦人団体から50万ドルの寄付が行われており、これが元手となった。また同大学には、ロックフェラー財団の寄付を受け、1916年にジョンズ・ホプキンズ衛生学・公衆衛生学校（英: Johns Hopkins School of Hygiene and Public Health、現：ジョンズ・ホプキンズ・ブルームバーグ公衆衛生大学院）も創設された。
遺産や2つの信託委員会の義務・責任に関するホプキンズの考え方は、4つの文書に正式発表されている。発表が古い順に、1867年発表の法人設立文書、1873年3月12日付けで信託者に指示したホプキンズの書簡、『ボルティモア・サン』紙の追悼記事にも多くが引用された彼の遺言、そして1870年・1873年付けの2本の遺言補足書である。
これらの文書の中で、ホプキンズは自分が財を成したメリーランド州の貧しい若者向けに奨学金を創設する用意について述べている。ほかにも、孤児・アフリカ系アメリカ人の子供たちや、自分の家族・雇用者（黒人・白人問わず）、いとこのエリザベスの金銭的支援をする代金、人種差別無く若者を受け入れる保護・教育施設の創設、お年寄りや病人（特に精神疾患・回復期の患者）向けの保健サービスの創設についても言及している。
孤児院の設計は、当時最も有名な建築家のひとりだったジョン・ルドルフ・ニールンジーが担当し、彼はジョンズ・ホプキンズ病院の設計も一部担当した。ジョンズ・ホプキンズ大学の立地は、当初ホプキンズの遺志に従って夏の保養地クリフトンが選ばれたものの、後に変更された。クリフトンは現在ボルティモア市の所有下で、ゴルフ場と公園クリフトン・パークとして使われている。黒人向け孤児院のみは病院設立委員会によって創設されたが、ホプキンズの名前を冠したその他の施設は、ジョンズ・ホプキンズ大学・同病院の初代理事長だったダニエル・コイト・ギルマンやその後任者によって作られた。

### 黒人向け孤児院
ホプキンズ自身の指示書に従い、Johns Hopkins Colored Children Orphan Asylum（JHCCOA、意味：ジョンズ・ホプキンズ黒人子ども孤児院）は、ギルマンの就任から1年遡る1875年に創設され、現在ではこれが大学創設の起源とされている。教育・生活施設を兼ね備えた救貧院の建設は、『ネイション』誌や『ボルティモア・アメリカン』紙で賞賛された。他のジョンズ・ホプキンズ財団が設立した機構同様、孤児院の関係者がヨーロッパやアメリカの類似施設を視察し、その後視察先と協力することも計画されていた。
孤児院は24人の男子・女子を集めて開設された。ギルマンや後任者の経営下で、孤児院は黒人の女性孤児向けに召使いとしての訓練を行う施設として使われるようになり、続いて黒人肢体不自由者の小児・孤児を受け入れる「整形外科疾患の回復期患者」向け生活施設・学校として使われるようになった。孤児院は開設からおよそ50年後の1924年に閉鎖され、再開設されることはなかった。

### 現存する教育機関
ホプキンズが1873年3月に出した指示書に従い、ジョンズ・ホプキンズ病院に併設させる形で、ジョンズ・ホプキンズ看護学校が1889年に開校した。設立母体は病院設立委員会で、開設に当たってフローレンス・ナイチンゲールが病身を押して相談に乗った。看護学校と病院の開設は、1875年の孤児院開設、1876年の大学開設から10年近く遅れて行われた。ホプキンズの指示を書いた手紙には、以下に示すような彼の病院設立に向けた理念が明確に示されている。
- 「年齢・性別・肌の色」にとらわれず「全ての人種」の貧者に支援の手を差し伸べること
- 裕福な患者はサービスに代金を支払い、それを貧しい人々の医療支援の補助金とすること
- 病院はアフリカ系アメリカ人の子ども向け孤児院の運営母体となり、孤児院は病院設立のために作られた基金の半額から、年間25,000ドル（2023年の63.6万ドルに相当[2]）の支援を受ける
- 病院と孤児院は、それぞれ400人の患者・子どもを受け入れられること
- 病院は大学の一部となること
- 信仰はよいが、宗派主義は病院経営に影響を与えないこと

また指示書には、看護学校の設立に向け、「わたしは、病院と連携した、女性看護師向けの訓練学校を作ってやりたい。[学校の]設立は、病棟の病人へ有能な女性による看護を担保することへ繋がるだろうし、訓練され経験豊富な看護師を輩出することは、社会全体にとって益となるのだ」（英: "I desire you to establish, in connection with the hospital, a training school for female nurses. This provision will secure the services of women competent to care for those sick in the hospital wards, and will enable you to benefit the whole community by supplying it with a class of trained and experienced nurses."）とも書かれていた。
ギルマンの任期終了までに、ジョンズ・ホプキンズ大学、同出版局、同病院・看護学校、同医学部、同黒人子ども孤児院が完成した（孤児院のみが信託者による設立）。ジョンズ・ホプキンズ財団の活動初期には、「性別」と「肌の色」は大きな問題であった。看護学校設立後、医学部は設立の資金難に喘いでいたが、ある婦人団体が女子の医学部入学を条件として、設立に十分な額の支援を申し出た。ケリー・ミラーとフレデリック・スコット（英: Frederick Scott）はそれぞれ、アフリカ系の出自を持つ人物として初めて、ジョンズ・ホプキンズ大学の大学院・大学に入学した人物である。スコットはその後同大学を卒業した初めてのアフリカ系生徒となり、ロバート・ギャンブル（英: Robert Gamble）やケニア出身のジェームズ・ナブワング（英: James Nabwangu）と共に、アフリカ系として初めて同大学から医学部に進んで卒業した生徒となった（1967年）。1970年には、5人の生徒が、アフリカ系アメリカ人の女子生徒として初めて、ジョンズ・ホプキンズ大学の在校生名簿に名を刻んだ。

## レガシー

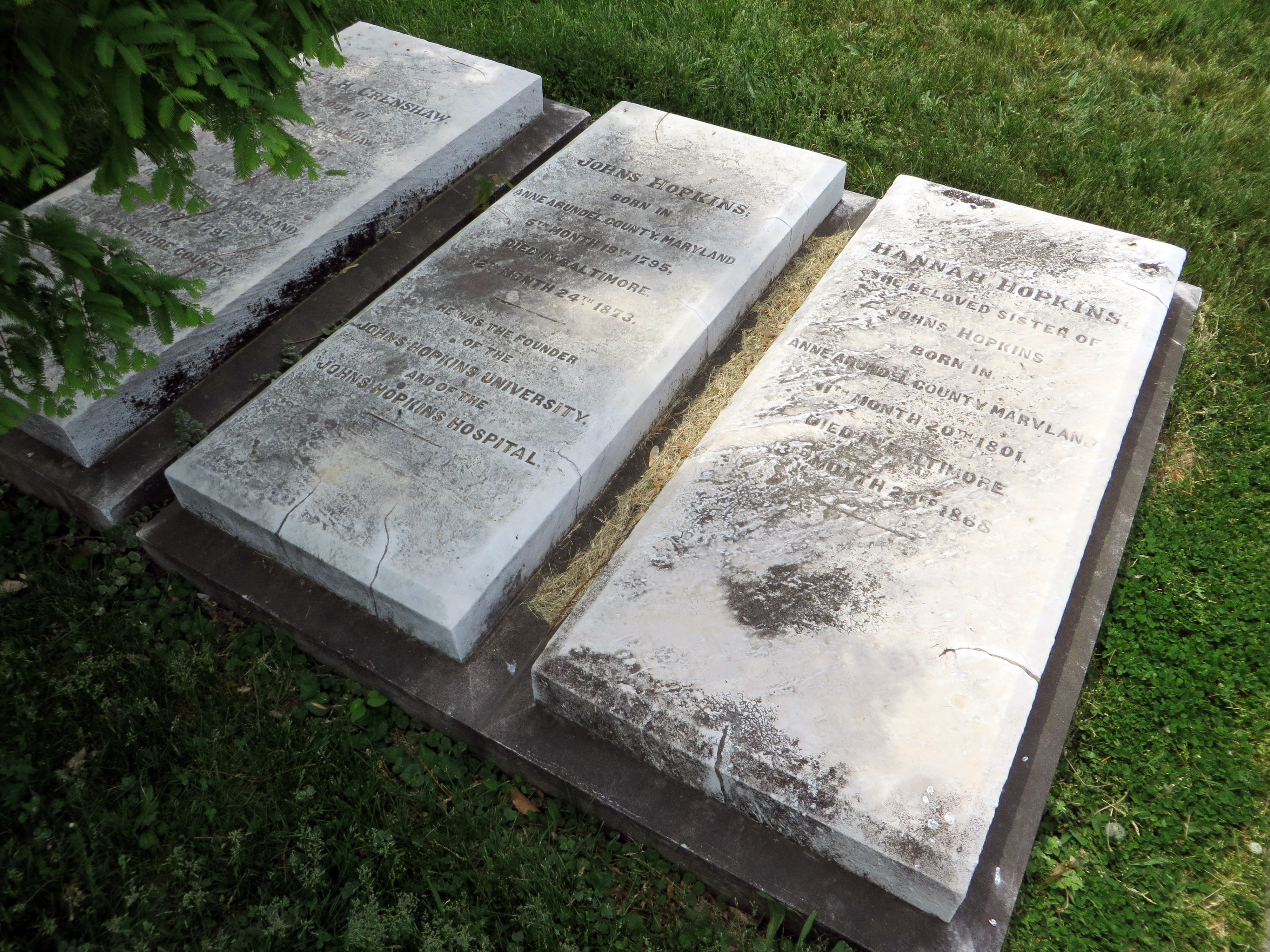
グリーン・マウント共同墓地にある墓石（写真中央）

ホプキンズが亡くなったあと、『ボルティモア・サン』紙には長文の追悼記事が掲載され、結びには次のように記された。
大学設立にかけた貢献は、ホプキンズの慈善活動中最大のもので、また当時のアメリカにおいて、教育機関に提供された最高額の篤志寄付でもあった。
クエーカーとしての信仰と、1807年に家族が行った奴隷解放を含めた若い頃の経験は、実業家・鉄道事業者・銀行家・投資家・船舶保有者・慈善家、そして複数機構の設立者として働いたホプキンズの活動に、生涯を通じて、また死後の業績という面でも影響を与えた。ホプキンズは非常に早い段階から、自分の資産を未来の世代の益になる活動に使ってほしいと願っていた。彼は自分の庭師に対し、「寓話の中の人のように、私には多くの才能が与えられたが、きっとそれはただ単に預けられたものなのだと思う。それを埋めたままにしておく気はないし、広い見聞を求める若者のために使ってやりたい」（英: "like the man in the parable, I have had many talents given to me and I feel they are in trust. I shall not bury them but give them to the lads who long for a wider education"）と述べたというが、彼のこの哲学は、25年以上も後にアンドリュー・カーネギーが発表した『富の福音』を先取りしたようなものになっている。
アメリカ議会図書館の元館長ダニエル・J・ブーアスティンが翌年のピューリッツァー賞を獲得した本 "The Americans: The Democratic Experience"（1973年）には、ホプキンズの偉業が目立って記述されている。ブーアスティンの著作を元に、アメリカ合衆国の民主化を取り上げて1975年11月14日から1976年9月6日まで開かれた展覧会では、ホプキンズの肖像画がナショナル・ポートレイト・ギャラリーに展示された。1989年には、グレート・アメリカン・シリーズの一環として、アメリカ合衆国郵便公社からホプキンズを記念した1ドル切手が発行された。